# Привокзальная улица (Киев)
Привокза́льная у́лица (укр. Привокза́льна ву́лиця) — улица в Дарницком районе города Киева, местность Новая Дарница. Пролегает от Харьковского шоссе до Бориспольской улицы.
Примыкают Симферопольская улица, Привокзальная площадь, улицы Юрия Пасхалина и Ялтинская.

## История
Современное название — с 1955 года, от Дарницкого железнодорожного вокзала, возле которого пролегает улица.
Годы застройки — 60-е — 70-е XX века. Жилые здания — 5-этажные кирпичные «хрущевки», за исключением домов № 8 и 14А. Самое новое жилое здание 1985 года постройки (Привокзальная, 14А).

## Нумерация
Нумерация домов начинается от Харьковского шоссе. Жилые здания расположены только по четную сторону улицы и до её пересечения с Симферопольской улицей. Их нумерация по четную сторону начинается с дома № 8 и заканчивается домом № 14.
По нечетную сторону расположены комплекс АЗС+СТО, Дарницкий железнодорожный вокзал и служебные железнодорожные строения.

## Здания и сооружения
На Привокзальной улице расположен Дарницкий железнодорожный вокзал (Привокзальная, 3), парк «Привокзальный» с памятником погибшим в Дарницком лагере военнопленных (памятник «Мужество»), памятник воинов-железнодорожников станции «Дарница», Киевское медицинское училище № 3 (Привокзальная, 14/2), стадион «Восход». За пересечением с улицей Юрия Пасхалина между улицами Чубинского и Привокзальной расположен сквер имени Н. К. Крупской с памятником Н. К. Крупской.
В 2006 году начато строительство храма святого Феодосия Черниговского Украинской Православной Церкви Московского патриархата (Привокзальная, 2), завершено в 2010 году.

## Транспорт
По улице проходят маршруты автобусов 51, 63, 115 и трамваев 8, 22, 29. Параллельно улице севернее проходит железнодорожная линия с остановкой электропоездов Дарница. 4 октября 2011 года станция включена в линию городской электрички.

## Галерея

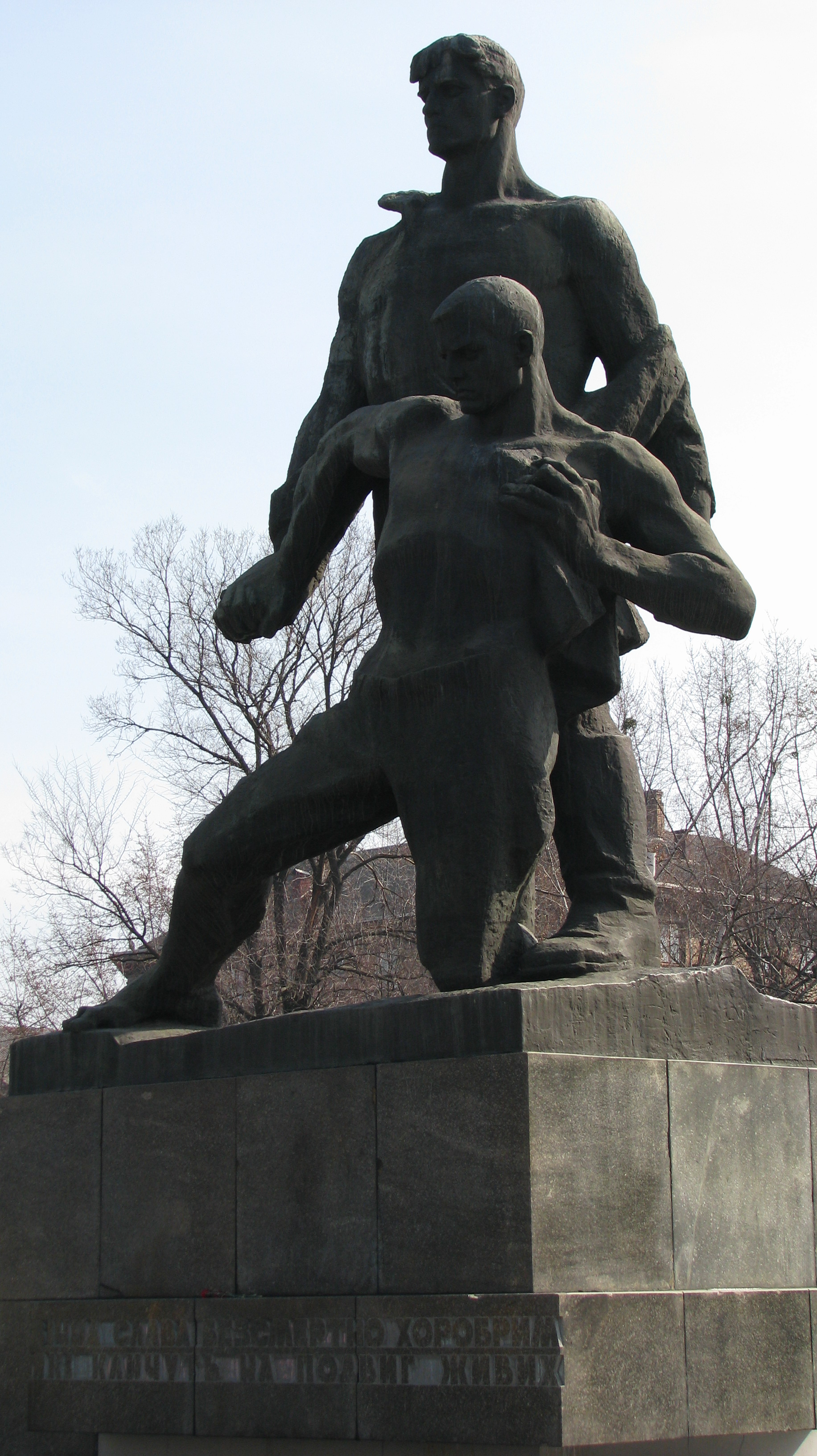
Памятник «Мужество»
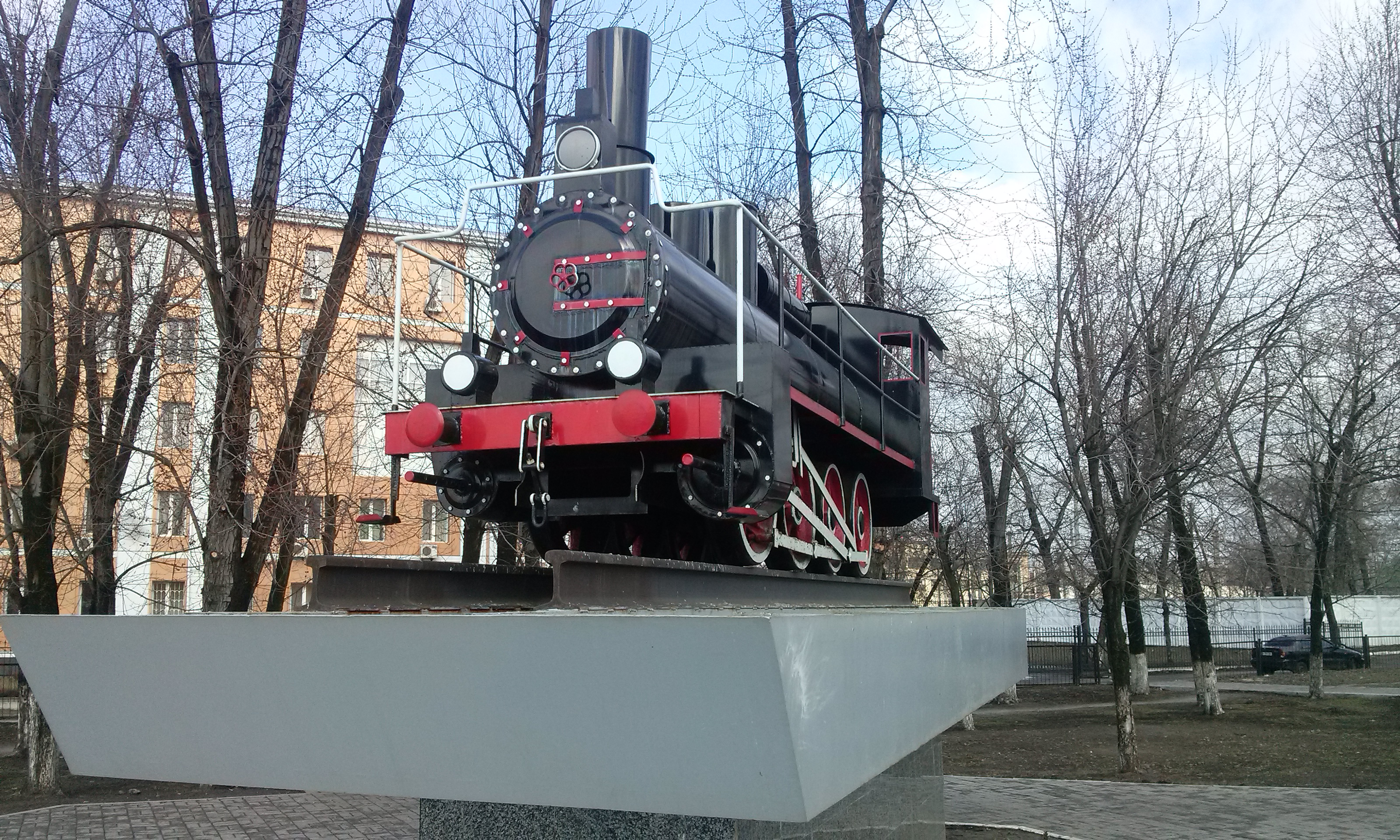
Памятник воинам-железнодорожникам
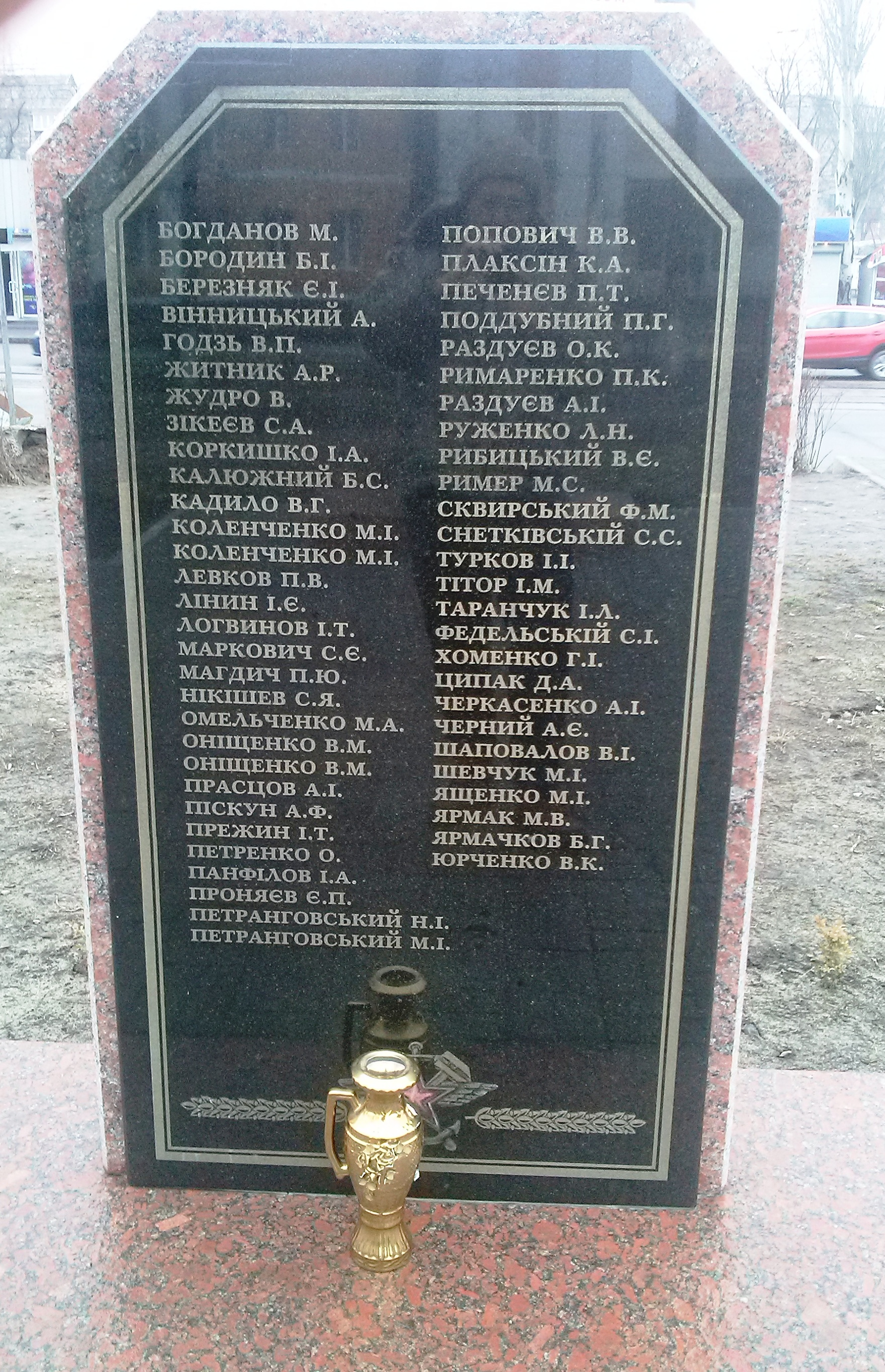
Мемориальная плита памятника